# Mohsen Medhat Warda
Mohsen Medhat Ragab Warda (in arabo محسن مدحت رجب وردة‎?; Alessandria d'Egitto, 1º novembre 1955) è un ex cestista egiziano.

## Carriera
Con l'Egitto ha disputato due edizioni dei Giochi olimpici (Montréal 1976 e Los Angeles 1984).